# Dischezia
Con il termine dischezia si indica una stitichezza dovuta ad incapacità a effettuare l'atto della defecazione. In particolare essa definisce un'alterazione funzionale del retto che provoca tale stitichezza, la persona risulta incapace a defecare anche in presenza di feci. La defecazione diviene in questi casi difficoltosa o dolorosa.
La dischezia è uno dei principali sintomi, caratterizzati da dolore, dell'endometriosi.
Una forma particolare è la dischezia infantile, secondo i criteri di Roma III.